# Tao-Klarjeti

Tao-Clargezia

Tao-Clargezia (in georgiano ტაო–კლარჯეთი?) è il termine convenzionalmente utilizzato nella storia moderna per descrivere i principati georgiani sud-occidentali, che attualmente formano parte della Turchia nord-orientale e divisi tra le province di Erzurum, Artvin, Ardahan e Kars. Tao e Clargezia erano originariamente soltanto i nomi delle due più importanti province delle terre georgiane che si estendevano dalla “Gola georgiana” (in turco Gürcü Boğazı) a sud fino al Caucaso minore a nord.
Storicamente, la regione comprendeva le seguenti province: a ovest dei Monti Arsiani (in turco Yalnızçam Dağları) c'erano Tao/Tayk, Clargezia e Shavsheti, a est si trovavano Meschezia, Eruscezia, Giavachezia, Artaani e Kola. Il paesaggio è caratterizzato da montagne e sistemi fluviali del Chorokhi (in turco: Çoruh) e del Mtkvari (in turco: Kura).
La posizione geografica di Tao-Clargezia tra i grandi imperi orientali ed occidentali, e il fatto che un ramo della via della seta correva attraverso il suo territorio, significava l'assoggettamento a un flusso costante di influenze diverse. Fra il IX e l'XI secolo, la Tao-Clargezia fu governata dai Bagratidi iberici caucasici, e la regione giocò un ruolo cruciale nella unificazione dei principati georgiani, che si unirono in un singolo stato feudale nel 1008.
A fianco della natura magnifica, i monumenti architettonici di Tao-Klarjeti (chiese, monasteri, ponti e castelli) sono oggi importanti attrazioni turistiche, ma molti sono stati danneggiati, poiché niente si è fatto per la loro conservazione. Ci sono stati casi anche di deliberata distruzione (per esempio a Opiza e Tbeti).

## Storia

### Storia antica

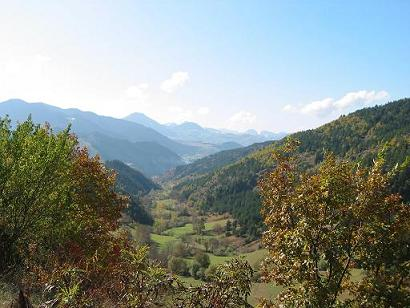
Tao-Klarjeti

La storia della regione risale al 3000 a.C., vale a dire all'età del bronzo, con la cultura di Kura-Araxes. Nel I millennio a.C., la regione era prevalentemente abitata in modo vario da georgiani divisa nei regni di Diaokhi, Colchide e Iberia.
Nel 302 a.C. ca., questi territori vennero inclusi nel Regno di Iberia sotto il re di Farnabazo I e da allora questo regno venne occupato e annesso a varie regioni.
Contesa tra Iberia e Armenia nel corso dei secoli successivi, la regione venne invasa e completamente distrutta dagli arabi nel VII secolo.

### Tao-Klarjeti nel IX-XI secolo
Nella regno della Tao-Klarjeti la nuova epoca inizia nell'813, quando il principe (erismtavari) georgiano Ashot I della famiglia Bagrationi fece della Klarjeti una base per la sua lotta contro l'occupazione araba. Riconoscendo la sovranità dei bizantini, ricevette il titolo di κουροπαλάτης e istituì il principato dei georgiani, noto ai bizantini come Kouropalatate (curopalatinato) di Iberia. Ashot combatté gli arabi da qui, liberando gradualmente le terre circostanti di Tao, Kola, Artaani e Shavsheti, insieme a poche altre terre minori, dal dominio arabo. Incoraggiò la ricolonizzazione di georgiani in questa regione, e patrocinò la vita monastica iniziata dalla notevole figura ecclesiastica georgiana Grigol Khandzteli (Gregorio di Khandzta; 759-861) nella regione della Klarjeti che per lungo tempo divenne un rifugio culturale e uno dei più importanti centri religiosi della Georgia.
I successori di Ashot continuarono a combattere per le terre di Cartalia, rivendicate anche dalla dinastia abcasa della Georgia occidentale (Egrisi), dagli emiri arabi di Tbilisi nonché dai regnanti di Cachezia (regno situato nella Georgia orientale) e d'Armenia. Tuttavia i feudi interni (non inconsueto nei principati) erano un ostacolo notevole. Una guerra civile in seguito all'assassinio di Davide I (876-881) portò alla vittoria Adarnase I (881-923) sul suo maggiore rivale, Nasra, l'assassino di Davide, permettendogli di essere incoronato re dei georgiani nell'888. Durante il regno del figlio di Adarnase, Davide II (923-937), i georgiani dovettero difendersi anche dall'aggressione dei bizantini, un problema con il quale sembra siano riusciti con successo a destreggiarsi. Tuttavia, la dinastia dei bagrationi non riuscì a mantenere l'integrità del loro regno che venne effettivamente diviso tra i tre rami della famiglia, con il ramo principale che conservò la regione di Tao e il titolo di re dei cartvelici, e un altro che controlla la Klarjeti, riconoscendo nominalmente la sovranità del re. Il regno dei cartvelici comprendeva anche molti altri principati minori più o meno dipendenti dalla corona di Tao.

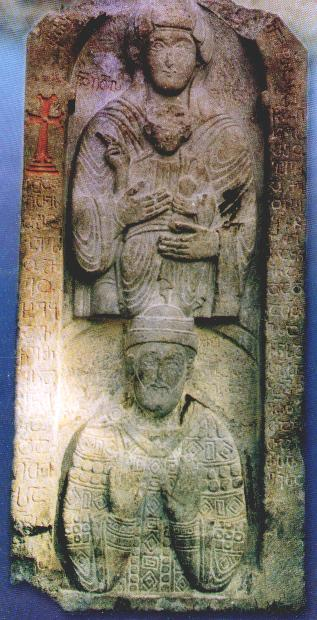
Davide III Kuropalates come viene raffigurato su un bassorilievo del monastero di Oshki.

Nel 958, Bagrat II Regueni, "il Semplice" (958-994) venne incoronato re dei georgiani ereditando la regione del Tao settentrionale (anche noto come Amier-Tao), mentre Davide III (961-1001) ricevette un titolo di Kuropalates ottenendo il possesso del Tao meridionale (anche noto come Imier-Tao). Da vero regnante e amico della chiesa, Davide si alleò con l'imperatore bizantino Basilio II per sconfiggere il nobile ribelle bizantino Bardas Sclero (976–979) venendo così ricompensato con estesi territori che fecero così di lui il più potente dei governatori del Caucaso meridionale: il suo stato includeva molte province georgiane e armene fino al lago di Van. Con la tenace intenzione di riunire tutte le terre georgiane, egli adottò il principe Bagrat (il futuro re Bagrat III), un nipote di Bagrat Regueni, essendo anche un erede al trono abcasico. David lo insediò come principe residente in Cartalia (975) e come re dell'Abcasia (978), aiutando il padre naturale di Bagrat, Gurgen, ad essere incoronato Re dei Re dei cartvelici alla morte di Bagrat il Semplice (994), facendo così Bagrat governatore di due e erede al trono di altri due stati georgiani. Il solo contrattempo fu il conflitto sfortunato del 987-989 con l'impero bizantino che costrinse Davide ad accettare di cedere alla sua morte il suo dominio all'imperatore Basilio II. Nonostante questo rovescio, Bagrat fu capace di diventare il primo regnante del regno georgiano unificato (ufficialmente chiamato Regno di georgiani e abcasi) alla morte di suo padre avvenuta nel 1008.

### Storia successiva
La regione continuò a rimanere territorio georgiano, amministrata dai principi di Samtskhe-Saatabago fino a che non fu conquistata dagli ottomani nel 1551. Durante il loro governo, venne attuata una politica di islamizzazione e molte delle chiese cristiane vennero convertite in moschee. In seguito alla guerra turco-russa del 1877-1878, la maggior parte del precedente territorio tao-klarjetiano venne ceduto all'impero russo, ma venne poi ripreso dai turchi tramite il trattato di Brest-Litovsk fatto con la repubblica socialista federativa sovietica russa nel 1918. La sconfitta ottomana nella I guerra mondiale permise alla recentemente creata Repubblica Democratica di Georgia di riguadagnare il controllo della regione. Il distretto di Olti, fortemente rivendicato sia dai giorgiani che dagli armeni dovette stare sotto il controllo turco. Comunque, l'indipendenza della nazione presto collassò sotto l'attacco dell'armata rossa sovietica nel febbraio del 1921 e simultaneamente la regione venne rioccupata dalla Turchia, un fatto che venne riconosciuto con il Trattato di Mosca firmato tra i governi turco e sovietico il 16 marzo 1921.

## Architettura
Molti monumenti di architettura georgiana medievale – abbandonati o convertiti in chiese, monasteri, ponti e castelli – sono sparsi per la regione. I meglio conosciuti sono il Monastero di Khakhuli (turco: Haho/Bağbaşi), le chiese di Oshki (turco: Öşk Vank/Çamlıyamaç), Ishkhani (turco: Işhan), Bana (turco: Penek), Parkhali (turco: Barhal/Altıparmak), Doliskana (turco: Dolişhane/ Hamamlıköy), Otkhta Eklesia (turco: Dörtkilise), Opiza (turco: Bağcılar), e Tbeti (turco: Cevizli).

## Governanti Bagratidi di Tao-Klarjeti

### Stirpe di Cartalia dei Bagratidi iberici-caucasici
- Ashot I Kuropalates (fine VIII secolo / 813-826)
- Bagrat I Kuropalates (826-876), co-regnanti: Adarnase (830-c.870) e Guaram Mampali (morto nell'882)
- David I Kuropalates (876-881)
- Adarnase I Kuropalates (881-923), re dei georgiani (888-923)
- David II Magistros (923-937)
- Ashot II Kuropalates (937-954)
- Sumbat I Kuropalates (954-958)
- Bagrat II Regueni, "il Semplice" (958-994)
- Gurgen, Re dei Re (994-1008)
- Bagrat III, re di Apkhazeti (Abcasia) dal 978, re della Georgia unita (1008-1014)

### Stirpe di Tao dei Bagratidi iberici-caucasici
- Gurgen I Mampali (ca. 870-891)
- Adarnase, Eristavt Eristavi (891-896)
- Ashot Kukhi, Eristavt Eristavi (896/908-918)
- Gurgen II il grande (918-941)

### Seconda casa di Tao
- Bagrat Magistros (d. 945)
- Adarnase II Kuropalates (945-961)
- Bagrat, Eristavt Eristavi (961-966)
- David III Kuropalates (966-1000)

### Stirpe di Klarjeti dei Bagratidi iberici-caucasici
- Sumbat I Mampali, il Grande (ca. 870-889)
- Bagrat I (889-900)
- David I (889-943)
- Sumbat II (943-988)
- David II (988-992 / 993)
- Sumbat III (992 / 993-1011)
- Gurgen (morto nel 1012)